# 天启 (元法僧)
天启（525年正月—三月），或作大啟，是北魏時期徐州刺史元法僧的年号，共计三個月。

## 大事记
- 天启元年（525年）正月十五日，元法僧杀行台高谅、中书舍人张文伯、安东长史元显和，在彭城自称皇帝，年号天启。[3][4][5]
- 北魏发兵讨伐，元法僧便派他的儿子元景仲投降梁朝。梁武帝派散骑常侍朱异为使去见元法僧，令元略与陈庆之等人率兵接应。[6]
- 北魏安乐王元鉴率兵在彭城南击败元略。元法僧击败元鉴。正月廿九日，梁武帝任命元法僧为司空[7]，封始安郡公[8]，很快改封宋王。[9]
- 三月廿五日，梁武帝召元法僧至建康，元法僧驱赶彭城官民万人南渡。[10]

## 纪年對照表
| 天启 | 元年  |
| ---- | ----- |
| 公元 | 525年 |
| 干支 | 乙巳  |

## 同期存在的其他政权年号
- 中國
  - 普通（520年－527年）：南梁政權—梁武帝萧衍的年号
  - 正光（520年－525年）：北魏政权—北魏孝明帝元詡的年号
  - 真王（523年－525年）：北魏時期六鎮領導破六韩拔陵的年号
  - 義熙（510年－525年）：高昌政权—麴嘉的年号

## 深入閱讀
- 李崇智. . 北京: 中华书局. 2004年12月. ISBN 7101025129.

## 參看
- 中國年號索引
- 其他使用天啟年號的政權